# Костомарово (Чеховский район)
Костомарово — деревня в Чеховском районе Московской области, в составе муниципального образования сельское поселение Стремиловское (до 28 февраля 2005 года входила в состав Стремиловского сельского округа), деревня связана автобусным сообщением с райцентром и соседними населёнными пунктами.

## Население
| 2002 | 2006 | 2010 |
| ---- | ---- | ---- |
| 22   | ↗23  | ↗40  |

## География
Костомарово расположено примерно в 6 км на северо-запад от Чехова, на реке Челвенке, левом притоке реки Лопасни, высота центра деревни над уровнем моря — 161 м. На 2016 год в Костомарове зарегистрировано 6 улиц.